# Il grande Gatsby
Il grande Gatsby (The Great Gatsby) è un romanzo di Francis Scott Fitzgerald pubblicato per la prima volta a New York il 10 aprile 1925 e definito da T.S. Eliot «il primo passo in avanti fatto dalla narrativa americana dopo Henry James».
Ambientato a New York e a Long Island durante l'estate del 1922, Il grande Gatsby è il più acuto ritratto dell'anima dell'età del jazz, con le sue contraddizioni, il suo vittimismo e la sua tragicità.
La storia, che seguendo la tecnica di Henry James viene raccontata da uno dei personaggi, narra la tragedia del mito americano che aveva retto il paese dai tempi dello sbarco a Plymouth Rock e può essere considerata l'autobiografia spirituale di Fitzgerald che, ad un certo punto della sua vita, chiuso con l'alcolismo e con la vita da playboy, voleva capire quali fossero stati gli ostacoli che avevano fatto inabissare la sua esistenza.
In questo libro, come scrive il suo biografo Andrew Le Vot, Fitzgerald «riflette, meglio che in tutti i suoi scritti autobiografici, il cuore dei problemi che lui e la sua generazione dovettero affrontare… In Gatsby, pervaso com'è da un senso del peccato e della caduta, Fitzgerald assume su di sé tutta la debolezza e la depravazione della natura umana».

## Trama

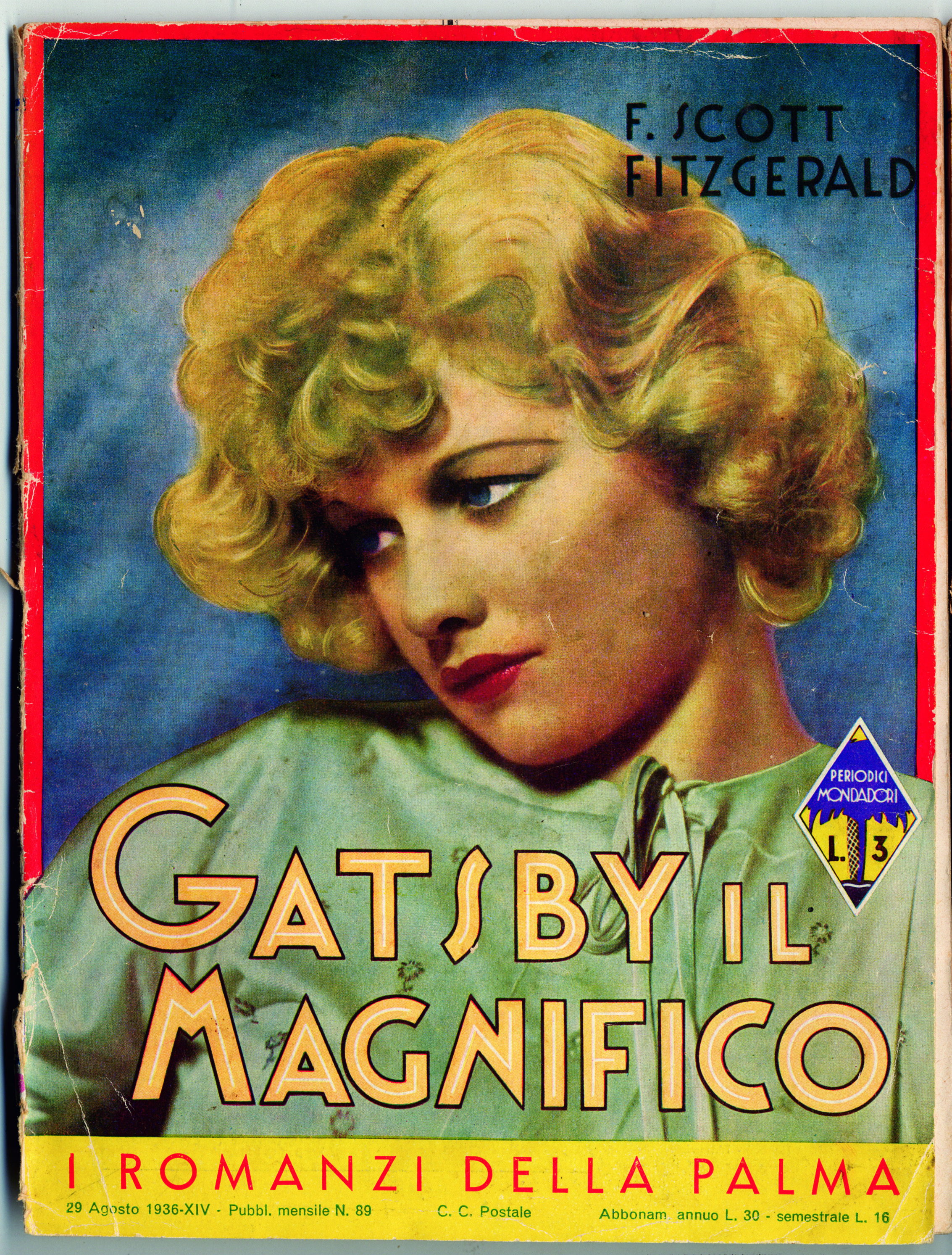
Copertina della prima edizione italiana del romanzo Gatsby il magnifico (poi tradotto come Il grande Gatsby) pubblicato da Mondadori nel 1936

L'adolescente James Gatz, figlio di poveri contadini del Nord Dakota, fugge dalla famiglia convinto di poter trasformare sé stesso e costruirsi una nuova identità. 
Egli incontra il ricco proprietario di uno yacht, Mr Dan Cody che, grato perché il giovane lo aveva avvertito della presenza di uno scoglio che avrebbe potuto far affondare la sua imbarcazione, lo assume e gli fornisce una «giacca azzurra, sei paia di calzoni bianchi e un berretto con visiera da yacht».
James, che adotta lo pseudonimo Jay Gatsby, viene inviato a Louisville per un addestramento militare e lì si innamora di Daisy Fay, un'affascinante ereditiera di diciotto anni che ricambia i suoi sentimenti. I due trascorrono insieme un felice periodo e, quando Gatsby è in procinto di partire per la prima guerra mondiale, si giurano eterna fedeltà. Ma quando Gatsby, che si trova in Europa, viene a sapere che Daisy ha sposato un famoso giocatore di polo di Chicago, Tom Buchanan, giura di riconquistarla.
Fatta definitivamente propria l'identità di Jay Gatsby, il giovane si reca in Inghilterra dove frequenta l'ambiente di Oxford per cinque mesi, e alla fine ritorna negli Stati Uniti dove, diventato ricco grazie al contrabbando e ad altre attività illecite, compra nell'aristocratico villaggio di West Egg – toponimo fittizio utilizzato da Fitzgerald per riferirsi alla località di Kings Point, sulla costa settentrionale di Long Island – un'enorme villa situata esattamente di fronte alla casa dove Daisy trascorre le estati con il marito Tom. Gatsby, che vuole ad ogni costo riconquistare Daisy, è sicuro che il suo sogno si trasformerà in realtà e da quel momento ogni sua azione sarà tesa a quell'unico scopo.
Nick Carraway, che nel romanzo ha funzione di narratore, esprime la visione di un mondo opposto a quello di Gatsby: conformista, moralista e puritano. Nato, come egli stesso racconta, da una famiglia agiata e influente del Middle West, Nick si laurea a New Haven nel 1915 e intraprende un tranquillo, anche se non molto redditizio, lavoro in borsa, accontentandosi sempre di alloggiare in appartamenti modesti. Nick rappresenta un mondo opposto a quello di Gatsby ma dovrà riconoscere che «c'era in Gatsby qualcosa di splendido, una sensibilità acuita alle promesse della vita».
Anche Nick abita a West Egg, a trenta chilometri dalla città, in un modesto villino confinante proprio con la tenuta di Gatsby:
Una sera Nick viene invitato a cena a casa di Tom Buchanan, che ha sposato Daisy – cugina di Nick "in seconda dal lato paterno" – e conosce l'amica di Daisy, Jordan Baker, giocatrice di golf con la quale egli intreccerà una breve relazione. Il matrimonio di Daisy e Tom, pur essendo all'apparenza tranquillo, non ha solide basi. Tom ha per amante Myrtle, la moglie di George Wilson, un meccanico che possiede un'officina sulla strada che porta a New York in una zona squallida e desolata; un pomeriggio, mentre Nick si sta recando a New York in treno con Tom, questi gliela fa conoscere.
Trascorrono i giorni e Nick, che ogni sera ascolta la musica proveniente dalla casa di Gatsby e osserva il via vai di gente che partecipa alle sfarzose feste che si svolgono nei suoi giardini, non ha ancora conosciuto il suo famoso vicino: l'ha solamente intravisto da lontano, una sera, in piedi davanti alla villa, che tendeva le braccia con un gesto di desiderio verso la "luce verde" che brillava nella notte. Quella luce, come scrive Rollo May, «è simbolo del mito americano: essa allude a nuove potenzialità, nuove frontiere, la nuova vita che ci attende dietro l'angolo […] Non esiste destino; se esiste, lo abbiamo costruito noi stessi […] La luce verde diventa la nostra più grande illusione… nasconde i nostri problemi con le sue infinite promesse, e intanto distrugge i nostri valori. La luce verde è il mito della Terra Promessa che genera ideali alla Horatio Alger».
Ma un giorno Nick riceve un invito: 
Alla festa trova Jordan e ha modo così di conoscere Gatsby che mantiene sempre un atteggiamento riservato e moderato. Si reca ad un paio delle sue feste e un giorno Gatsby si reca a trovarlo:
E inizia a raccontare della sua vita come a voler scacciare le accuse «che davano sapore alla conversazione nei suoi salotti».
Gatsby racconta a Nick che egli era di famiglia agiata e che i suoi sono ormai tutti morti; che è stato allevato in America e educato a Oxford, che ha viaggiato e che ha partecipato alla guerra diventando maggiore. Egli mostra a Nick la medaglia con cui è stato decorato e una fotografia di Oxford presa al "Trinity Quad", convincendolo così che quanto sta dicendo sia la verità:

In quell'occasione Gatsby gli dice che ha intenzione di chiedergli un grande favore. Così, tramite Jordan Baker, Gatsby chiede a Nick di fargli incontrare Daisy a casa sua. Nel frattempo Nick viene a conoscenza della storia di Daisy e Gatsby attraverso il racconto di Jordan. Nick invita Daisy a casa sua per prendere un tè e i due si incontrano: 

Dopo una festa di Gatsby alla quale Daisy partecipa con il marito, egli è sicuro di aver ritrovato per sempre la donna tanto amata ed è certo di poter ripetere in tutto il passato e confida a Nick il suo sogno: 
Ma Nick dice: «Non si può ripetere il passato». «"Non si può ripetere il passato"? Ma certo che si può» risponde Gatsby.
Daisy si recherà quasi ogni pomeriggio da Gatsby illudendolo così nel suo sogno fino a quando, in un afoso pomeriggio, Daisy, Tom, Nick, Jordan e Gatsby cercano sollievo recandosi a New York in un albergo affittato per l'occasione. Qui Tom provoca Gatsby davanti a tutti con insinuazioni sul suo conto fino a quando chiede direttamente a Gatsby cosa vuole da sua moglie: «Voglio sapere che cos'ha da dirmi il signor Gatsby» e ancora «Vostra moglie non vi ama» dice Gatsby, «Non vi ha mai amato. Ama me». Ma Daisy è riluttante e quando Gatsby pretende che lei lo dica a Tom ella protesta dicendo «Pretendi troppo». Gatsby cerca di parlarle:
Sulla strada del ritorno, mentre passano davanti all'officina di Wilson, Myrtle, tenuta chiusa in stanza dal marito che sospetta un suo tradimento, riesce a fuggire, ma viene investita dalla macchina di Gatsby guidata da Daisy che non si ferma e prosegue la sua corsa fino a East Egg dove la raggiunge Tom, al quale lei si affida pur non rivelandogli la verità.
Myrtle rimane uccisa sul colpo e Wilson, preso dalla disperazione e deciso a vendicarsi, va da Tom con la pistola per ucciderlo.
Ma quando Tom gli rivela che la macchina che aveva investito Myrtle la guidava, come lui credeva, Gatsby, Wilson si reca da Gatsby che sta facendo un bagno in piscina e continua a sperare che Daisy appaia.
Verrà ucciso da Wilson che a sua volta si suiciderà. Lo chauffeur, il maggiordomo, il giardiniere e Nick si avviano correndo verso la piscina:
Nick si trova solo ad affrontare la situazione. Telefona a tutti, anche a Daisy, ma viene a sapere che proprio sua cugina è partita da mezz'ora assieme a Tom, senza comunicare la propria destinazione. Due giorni dopo arriva un telegramma da una città del Minnesota firmato Henry C. Gatz, che chiede di rinviare il funerale fino al suo arrivo:
Il giorno del funerale Nick chiede al ministro luterano di aspettare ancora mezz'ora. Egli spera ancora che arrivi qualcuno. «Ma fu inutile. Non venne nessuno». In realtà una persona arriva, è l'ubriacone delle feste che Nick aveva trovato tre mesi prima nella biblioteca di Gatsby; costui esclama: «Ma perdio! Ci andavano a centinaia!» E aggiunge: «Povero bastardo!».
Dopo il funerale di Gatsby, Nick riflette sull'America e in questo modo la tragedia di Gatsby viene a identificarsi con la perdita dei miti e la fine del sogno americano. Nick decide di abbandonare l'est e di tornare a casa. L'ultima sera Nick scende alla spiaggia e si stende sulla sabbia lasciandosi andare ai ricordi e gli torna alla mente la capacità di meravigliarsi di Gatsby:
In questi puntini di sospensione si sente l'attimo di disperazione di Nick e poi la ricerca di un mito che dia senso all'assurdità dell'esistenza. Il romanzo si conclude con un'ultima frase che sembra essere un poscritto:

## I personaggi
I personaggi sono resi con realistica bravura attraverso i loro gesti, il loro aspetto e la conversazione. Nick, il narratore e in questo caso anche il testimone, che come Fitzgerald è coinvolto alla vicenda, serve a renderne più evidente lo stacco dimensionale. Presente nell'opera è il commosso sentimento elegiaco anche nelle scene più drammatiche.

## Lo stile
Scritto utilizzando in modo magistrale la tecnica dello scorcio, Fitzgerald riesce a intrecciare gli avvenimenti presenti con quelli passati in nove brevi capitoli. Le scene sono concatenate rapidamente con un distacco obiettivo e la prosa, scorrevole e modulata, indica un cambiamento nella narrativa dello scrittore che si avvicina alla forma di Henry James e Joseph Conrad.

## I temi
Numerosi sono i temi dell'opera, tra i quali spiccano quelli della mancanza di affetti autentici, del crollo dei miti, del peccato e dell'inferno. Ma il tema principale del romanzo è quello della solitudine, della incomunicabilità e dell'indifferenza. Nessuno comunica alle lussuose feste di Gatsby, che sono invece solo "entusiastici incontri tra gente che non si conosceva neanche di nome".
Il più solo di tutti i personaggi è appunto Gatsby, nella cui lussuosa villa si svolgono feste favolose a cui egli non partecipa. Tutto ciò che avviene nella sua casa avviene per il solo scopo di arrivare a Daisy.

Gatsby è la rappresentazione dell'uomo solo, da quando lo si vede per la prima volta nell'ora del crepuscolo fermo sul prato della sua lussuosa villa mentre guarda con gli occhi fissi la luce verde che si riflette sul pontile della casa di Daisy dall'altra parte della sponda, al momento del suo funerale. Mentre Gatsby è nella bara a Nick sembra di udire la sua voce che gli dice supplicando di fargli venire qualcuno perché così, da solo, non ce la fa più. Nick promette e dice: 
 ma "non venne nessuno". E sono proprio queste tre parole a sottolineare l'estrema solitudine di Gatsby. Nessuna parola arriva da Daisy, non c'è un fiore. 
L'indifferenza, che aveva caratterizzato i personaggi di Daisy e Tom,
 raggiunge l'apice nella scena del funerale dove la pioggia aumenta il senso di tristezza e di solitudine.
Il senso di solitudine, l'indifferenza nei confronti degli altri, è dovuta al fatto, come sostiene Rollo May che "Quando si perde la capacità di vivere i propri miti, si perdono anche i propri dèi". 
Nel romanzo vi è un simbolo che Fitzgerald usa per dimostrare questa teoria. Si tratta degli occhi del dottor T. J. Eckleburg che si scorgono su un grande cartellone pubblicitario a metà strada tra New York e West Egg. George Wilson sconvolto dal dolore per la morte della moglie fissa quel cartellone e non riesce ad allontanare lo sguardo da quegli occhi "azzurri e giganteschi" e a Michaelis, suo vicino di casa che gli dice che dovrebbe avere una chiesa alla quale rivolgersi in momenti così tragici, egli, parlando tra di sé, mormora:
 Non serve che l'amico gli dica che si tratta solamente di un cartellone pubblicitario, Wilson continua a fissarlo sconvolto.
Il cartellone che Wilson rimane a fissare è solamente un ingrandimento fotografico simbolo di un mondo che confonde la fotografia con la realtà, dove il denaro ha usurpato il ruolo di Dio e la pubblicità e il commercio trionfano.
Gatsby si può considerare come un "eroe romantico" nella sua accezione più lata e più profonda. Egli è infatti un personaggio destinato alla sconfitta, appare inadeguato al gretto mondo che lo circonda. È però proprio qui che risiede la sua grandezza: Gatsby infatti vive solo per un sogno ed è perfino disposto a morire per esso, un sogno chiamato Daisy. Un amore dal sapore universale ed esistenziale. La reggia, le macchine, il denaro, nulla ha importanza; paradossalmente la statura morale e spirituale del personaggio è immensa, e finisce così per nascondere il suo passato oscuro e criminoso.
Gatsby incarna la più istintiva purezza della natura umana, è proprio il suo desiderio così genuino che non gli darà scampo portandolo a una sorta di autodistruzione. La fine di Gatsby è infatti emotivo-passionale, la morte fisica ne è solo un semplice corollario.

## La fortuna dell'opera
Il romanzo venne tradotto per la prima volta in Italia nel 1936 da C. Giardini con il titolo Gatsby il magnifico e nel 1950 da Fernanda Pivano con il titolo Il grande Gatsby.

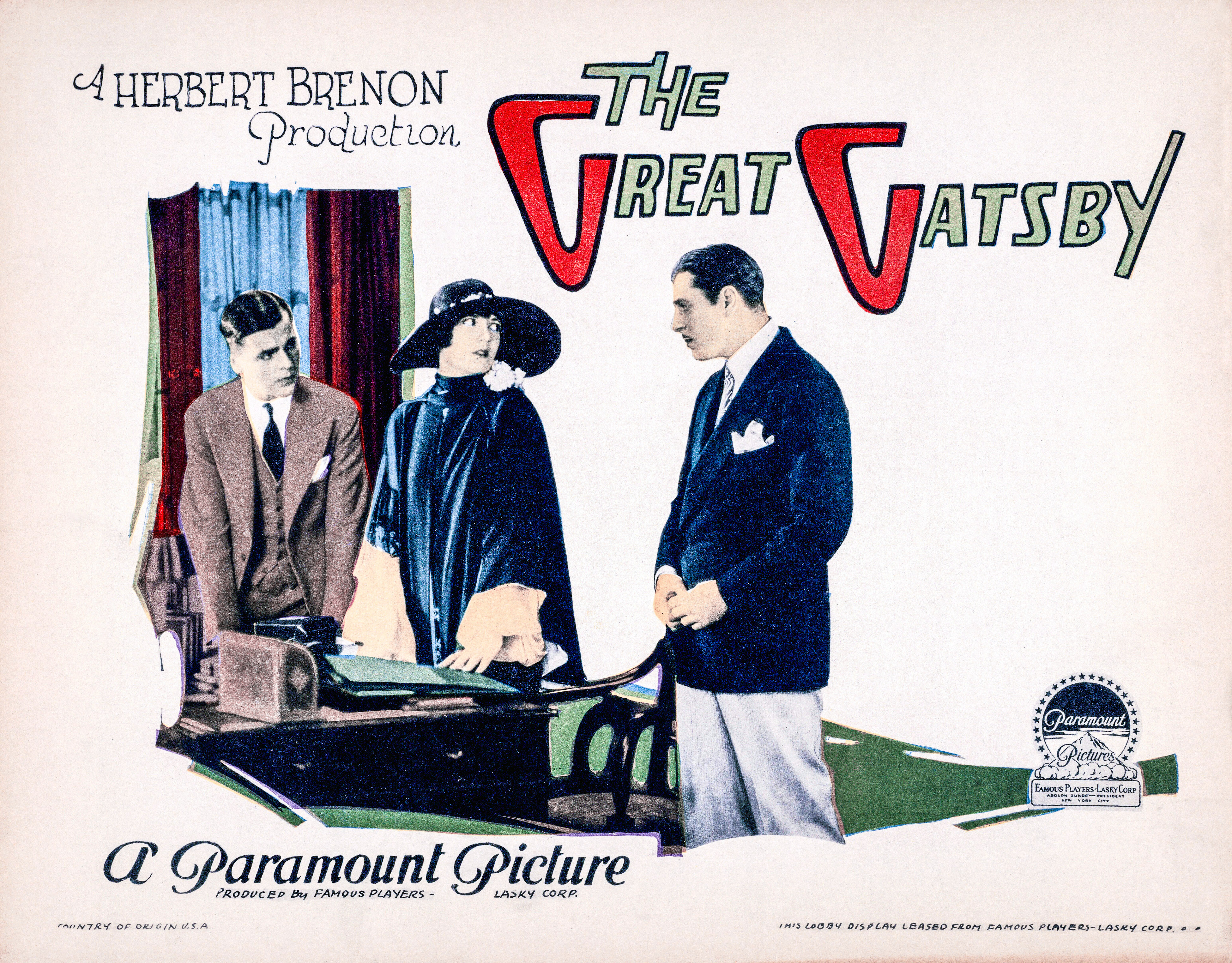
Il film Il grande Gatsby del 1926

Il libro venne rappresentato sulle scene nel 1926 dal drammaturgo Owen Davis e in opera musicale nel 1999 da John Harbison.
Da esso furono tratte anche quattro versioni cinematografiche: la versione muta diretta nel 1926 da Herbert Brenon e interpretata da Warner Baxter, la versione del 1949 del regista Elliott Nugent, interpretata da Alan Ladd, e quella del 1974 con la regia di Jack Clayton e la sceneggiatura di Francis Ford Coppola, interpretata da Robert Redford e Mia Farrow; la quarta versione cinematografica è uscita nelle sale italiane il 16 maggio 2013 a firma del regista Baz Luhrmann con Leonardo DiCaprio, Tobey Maguire e Carey Mulligan. Questa pellicola ha inaugurato il 66º Festival di Cannes.

## Edizioni italiane
- Gatsby il magnifico, traduzione di Cesare Giardini, Collana I romanzi della palma n. 89, Milano, Mondadori, 1936.
- Il grande Gatsby, traduzione di Fernanda Pivano, Collana Medusa n. 255 (poi ne "I capolavori della Medusa", 1970), Milano, Mondadori, 1950. - Collana Il bosco n.31, 1958; Collana Oscar n.35, 1965-1970; in Opere, Collezione I Meridiani, 1972; Collana Biblioteca, 1974; Collana Oscar classici moderni n.5, 1988; Collana I miti n.42, 1996; Introduzione di Alessandro Piperno, Collana La Biblioteca di Repubblica. I grandi della letteratura n.11, Gruppo L'Espresso, 2011; Collana ET n.1672, Einaudi, 2011; Collana Oscar, Mondadori, 2013-2016.
- Il grande Gatsby, traduzione di Tommaso Pisanti, Collana GTE n.27, Roma, Newton Compton, 1989.
- Il grande Gatsby, a cura di Alberto Cristofori, Collana La bottega del lettore con 1 fascicolo di strumenti per l'analisi del testo, Milano, Bruno Mondadori, 1993, ISBN 88-424-3070-6.
- Il grande Gatsby, con acquarelli di Hans Hillmann, ed. fuori commercio, Ivrea, Olivetti, 1995.
- Il Grande Gatsby, traduzione di Bruno Armando, Introduzione di Walter Mauro, Collana Grandi Tascabili Economici n.670, Roma, Newton Compton, 2011. - in I grandi romanzi e racconti, premesse di Massimo Bacigalupo, Giancarlo Buzzi e Walter Mauro, Collana Mammut n.117, Newton Compton, 2012; Collana Live n.2, Newton Compton, 2013; Collana Minimammut, Newton Compton, 2019.
- Il grande Gatsby, traduzione di Roberto Serrai, a cura di Gianfranca Balestra, Collana Letteratura Universale Marsilio n.254, Venezia, Marsilio, 2011, ISBN 978-88-317-0770-1.
- Il grande Gatsby, Introduzione e trad. di Massimo Bocchiola, Collana I grandi romanzi BUR, Milano, Rizzoli, 2011, ISBN 978-88-17-05064-7.
- Il grande Gatsby, traduzione di Alessio Cupardo, Collana Classici tascabili n.27, Milano, Dalai, 2011, ISBN 978-88-6073-975-9.
- Il grande Gatsby, traduzione di Franca Cavagnoli, Collana UEF n. 2227, Milano, Feltrinelli, 2011, ISBN 978-88-07-82227-8.
- Il grande Gatsby, prefazione e cura di Sara Antonelli, trad. e postfazione di Tommaso Pincio, Collana Minimum classics, Roma, minimum fax, 2011-2018, ISBN 978-88-7521-300-8.
- Il grande Gatsby, traduzione di Nicola Manuppelli, Collana Originals, Fidenza, Mattioli 1885, 2012, ISBN 978-88-6261-280-7.
- Il grande Gatsby, traduzione di Barbara Gambaccini e A. Salieri, Collana Highlander, Massa, Edizioni Clandestine, 2012, ISBN 978-88-901-6291-6.
- Il grande Gatsby, traduzione di Ferruccio Russo, Collana Classici n.1, Napoli, Edizioni Scientifiche e Artistiche, 2013, ISBN 978-88-95430-76-8.
- Il grande Gatsby, traduzione di Mattia Natali, Fermenti, 2015.
- Il grande Gatsby, traduzione di Alessandro Ceni, Collana Y Classici, Firenze, Giunti, 2016, ISBN 978-88-098-1603-9. - Introduzione di Roberto Mussapi, Bussolengo. Demetra, 2016.
- Il grande Gatsby, Prefazione e trad. di Pierdomenico Baccalario, a cura di L. Scuriatti, Collana Classici, Novara, De Agostini, 2016, ISBN 978-88-511-3838-7.
- Il grande Gatsby, traduzione di Mauro Conti, Collana I grandi classici, Liberamente, 2018, ISBN 978-88-631-1374-7. - Collana Grande Biblioteca, Santarcangelo di Romagna, Rusconi, 2019; Collana I Classici, Foschi, 2019; Collana Pickwick, Milano, Sperling & Kupfer, 2022, ISBN 978-88-554-4138-4.
- Il grande Gatsby, a cura di Annarita Celentano, Collana Grandi classici, Crescere, 2018, ISBN 978-88-833-7673-3.
- Il grande Gatsby, traduzione di Alessandro Pugliese, Nota di lettura di Carola Barbero, Collana Le lampare, Marietti 1820, 2019, ISBN 978-88-211-1329-1. - Collana Cuori ruggenti, Gingko Edizioni, 2012.
- Il grande Gatsby, traduzione di Enrico Rotelli, Collana Classici Contemporanei, Milano-Firenze, Bompiani, 2019, ISBN 978-88-452-9818-9.
- Il grande Gatsby, traduzione di Alessandro Fabrizi, illustrazioni di Sonia Cucculelli, Collana Spleen, Vicenza, Neri Pozza, 2021, ISBN 978-88-545-2179-7.
- Il grande Gatsby, traduzione di Antonella Russo, Collana Classici n.11, Roma, Bibliotheka, 2022, ISBN 978-88-693-4790-0.
- Il grande Gatsby, traduzione di Maria Natalia Di Chicco, Collana Young, Roma, Armando Curcio Editore, 2024, ISBN 978-88-686-8257-6.
- Il grande Gatsby, traduzione di Claudia Durastanti, Collezione I Libri della Spiga, Milano, Garzanti, 2025, ISBN 978-88-110-1737-0.